# GP Ouest France-Plouay 2002 (mannen)
De GP Ouest France-Plouay 2002 was de 66ste editie van deze Franse eendaagse wielerkoers en werd verreden op zondag 25 augustus over een afstand van 196 kilometer. In totaal bereikten 120 renners de finish.

## Uitslag
| GP Ouest France-Plouay 2002 |                   |                        |          |
| Plaats                      | Naam              | Ploeg                  | Tijd     |
| Winnaar                     | Jeremy Hunt       | BigMat-Auber '93       | 4u44'02" |
| 2                           | Stuart O'Grady    | Crédit Agricole        | z.t.     |
| 3                           | Baden Cooke       | Française des Jeux     | z.t.     |
| 4                           | Martin Elmiger    | Phonak Hearing Systems | z.t.     |
| 5                           | Fred Rodriguez    | Domo-Farm Frites       | z.t.     |
| 6                           | Jo Planckaert     | Cofidis                | z.t.     |
| 7                           | Peter Van Petegem | Lotto-Adecco           | z.t.     |
| 8                           | Serge Baguet      | Lotto-Adecco           | z.t.     |
| 9                           | Laurent Jalabert  | CSC-Tiscali            | z.t.     |
| 10                          | Andrea Tafi       | Mapei-Quick Step       | z.t.     |
|                             |                   |                        |          |
| 23                          | Matthé Pronk      | Rabobank               | z.t.     |

Bretagne Classic: 1931 · 1932 · 1933 · 1934 · 1935 · 1936 · 1937 · 1938 · 1939 - 1944 · 1945 · 1946 · 1947 · 1948 · 1949 · 1950 · 1951 · 1952 · 1953 · 1954 · 1955 · 1956 · 1957 · 1958 · 1959 · 1960 · 1961 · 1962 · 1963 · 1964 · 1965 · 1966 · 1967 · 1968 · 1969 · 1970 · 1971 · 1972 · 1973 · 1974 · 1975 · 1976 · 1977 · 1978 · 1979 · 1980 · 1981 · 1982 · 1983 · 1984 · 1985 · 1986 · 1987 · 1988 · 1989 · 1990 · 1991 · 1992 · 1993 · 1994 · 1995 · 1996 · 1997 · 1998 · 1999 · 2000 · 2001 · 2002 · 2003 · 2004 · 2005 · 2006 · 2007 · 2008 · 2009 · 2010 · 2011 · 2012 · 2013 · 2014 · 2015 · 2016 · 2017 · 2018 · 2019 · 2020 · 2021 · 2022 · 2023 · 2024
Classic Lorient Agglomération: 1999 · 2000 · 2001 · 2002 · 2003 · 2004 · 2005 · 2006 · 2007 · 2008 · 2009 · 2010 · 2011 · 2012 · 2013 · 2014 · 2015 · 2016 · 2017 · 2018 · 2019 · 2020 · 2021 · 2022 · 2023 · 2024